# Stazione di Rudalza
La stazione di Rudalza è una fermata ferroviaria situata nella località di Rudalza, nel comune di Olbia, lungo la ferrovia Cagliari-Golfo Aranci.

## Storia

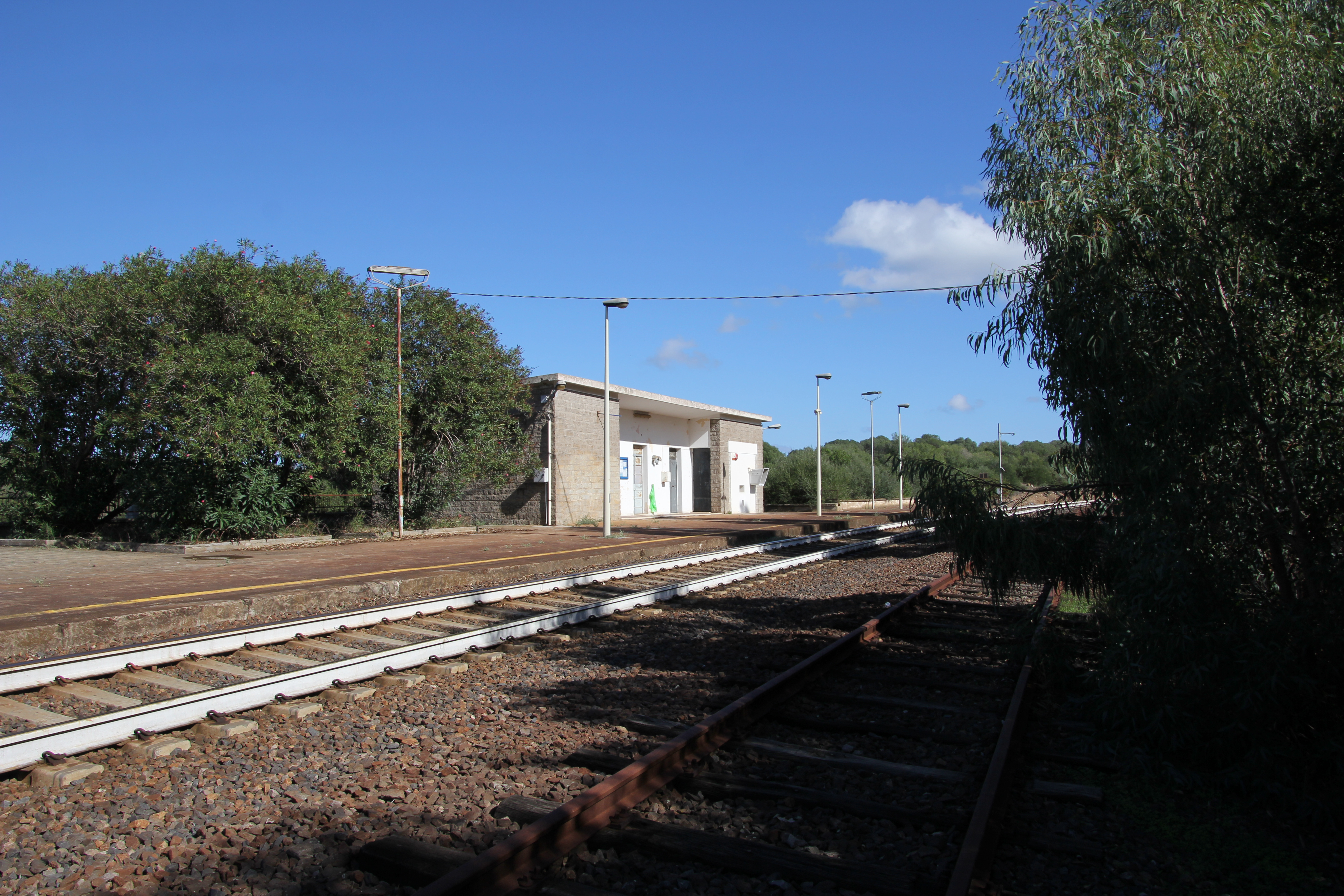
L'impianto nacque come stazione, per poi essere ridimensionato a fermata con la dismissione del binario di incrocio (a destra).

Lo scalo nacque con caratteristiche di stazione nell'immediato dopoguerra ad opera delle Ferrovie dello Stato. La struttura, situata a sud della frazione costiera di Rudalza, venne attivata il 20 febbraio 1951 e per i primi decenni servì, oltre che per il servizio viaggiatori della località, anche come unico punto di incrocio per i treni in transito nel tratto finale della Dorsale Sarda, tra Olbia e Golfo Aranci.
Tra la fine degli anni novanta e i primi anni duemila la stazione fu declassata a fermata, con la rimozione dei deviatoi di accesso ai binari non di corsa dello scalo. Nel 2001 si ebbe inoltre il passaggio della struttura sotto la gestione di Rete Ferroviaria Italiana, società facente parte del gruppo FS.

## Strutture e impianti

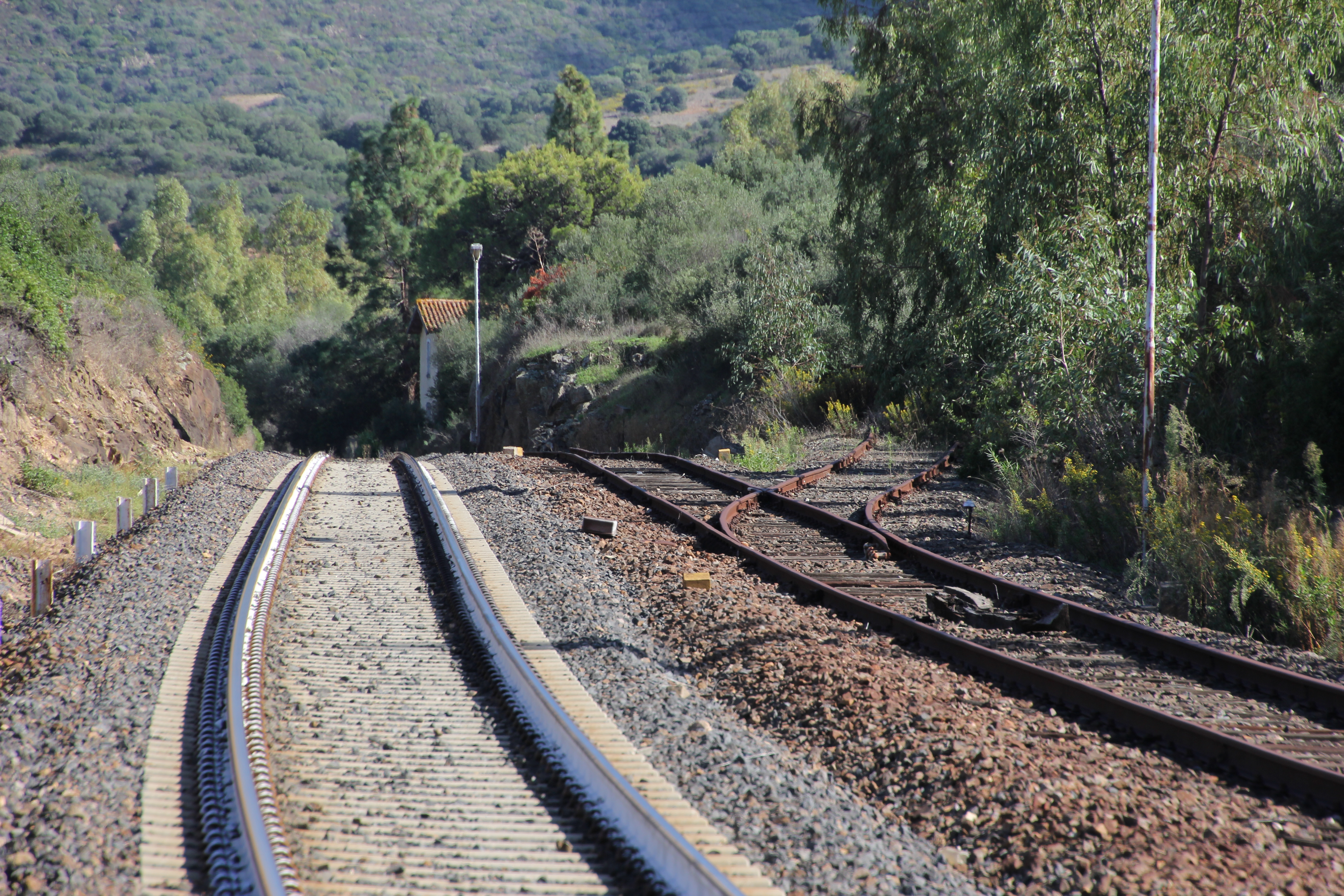
I binari della fermata: a sinistra quello di corsa, ancora in uso, a destra quello di incrocio (dismesso) con lo scambio per il tronchino.

L'impianto di Rudalza presenta caratteristiche di fermata passante ed è quindi dotato del singolo binario di corsa a scartamento ordinario, con attigua banchina. In origine la fermata nacque come stazione, stante la presenza in passato di un binario passante di incrocio, da cui si diramava anche un breve tronchino. Tali binari sono ancora posati nell'area dello scalo, sebbene isolati dal binario di corsa.
A nord del binario uno si trova il fabbricato viaggiatori dell'impianto, costruzione a pianta rettangolare su un singolo piano di sviluppo e tre luci di apertura sul lato binari, chiuso al pubblico.

## Movimento
Lo scalo è servito dai treni regionali effettuati da Trenitalia per le relazioni tra Olbia e Golfo Aranci.

## Servizi

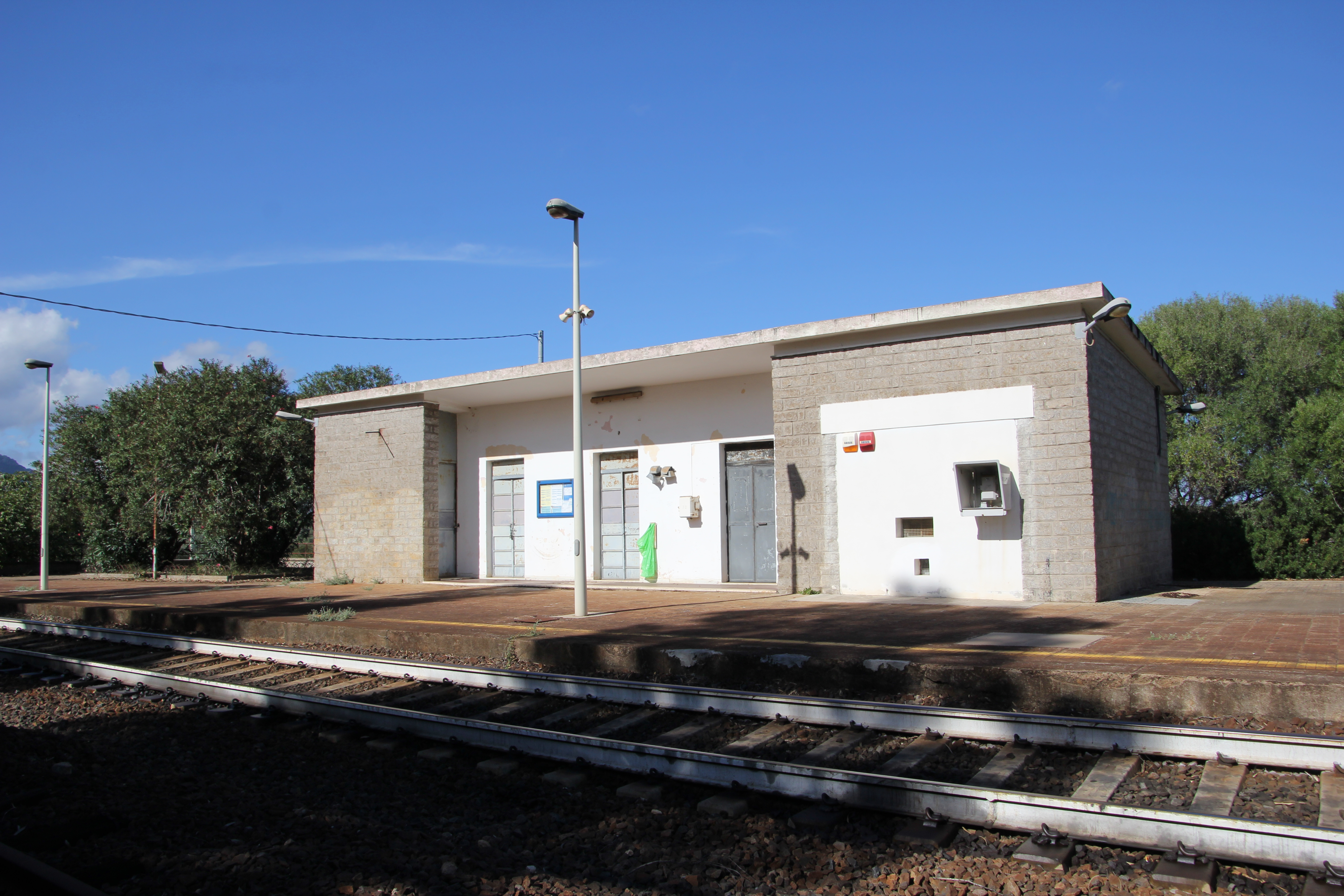
Il fabbricato viaggiatori, chiuso al pubblico

L'impianto, classificato da RFI in categoria "bronze", è accessibile da persone con disabilità di tipo motorio.